# Leucostethus
A Leucostethus a kétéltűek (Amphibia) osztályának békák (Anura) rendjébe, ezen belül a nyílméregbéka-félék (Dendrobatidae) családjába, azon belül a Colostethinae alcsaládba tartozó nem.

## Előfordulásuk
A nembe tartozó fajok Amazónia nyugati részén, Ecuadorban és Peruban honosak.

## Rendszerezés
A nembe az alábbi fajok tartoznaK:
- Leucostethus argyrogaster (Morales & Schulte, 1993)
- Leucostethus brachistriatus (Rivero & Serna, 1986)
- Leucostethus fraterdanieli (Silverstone, 1971)
- Leucostethus fugax (Morales & Schulte, 1993)
- Leucostethus jota Marín-Castaño, Molina-Zuluaga, & Restrepo, 2018
- Leucostethus ramirezi (Rivero & Serna, 2000)